# Llista de ciutats d'Afganistan

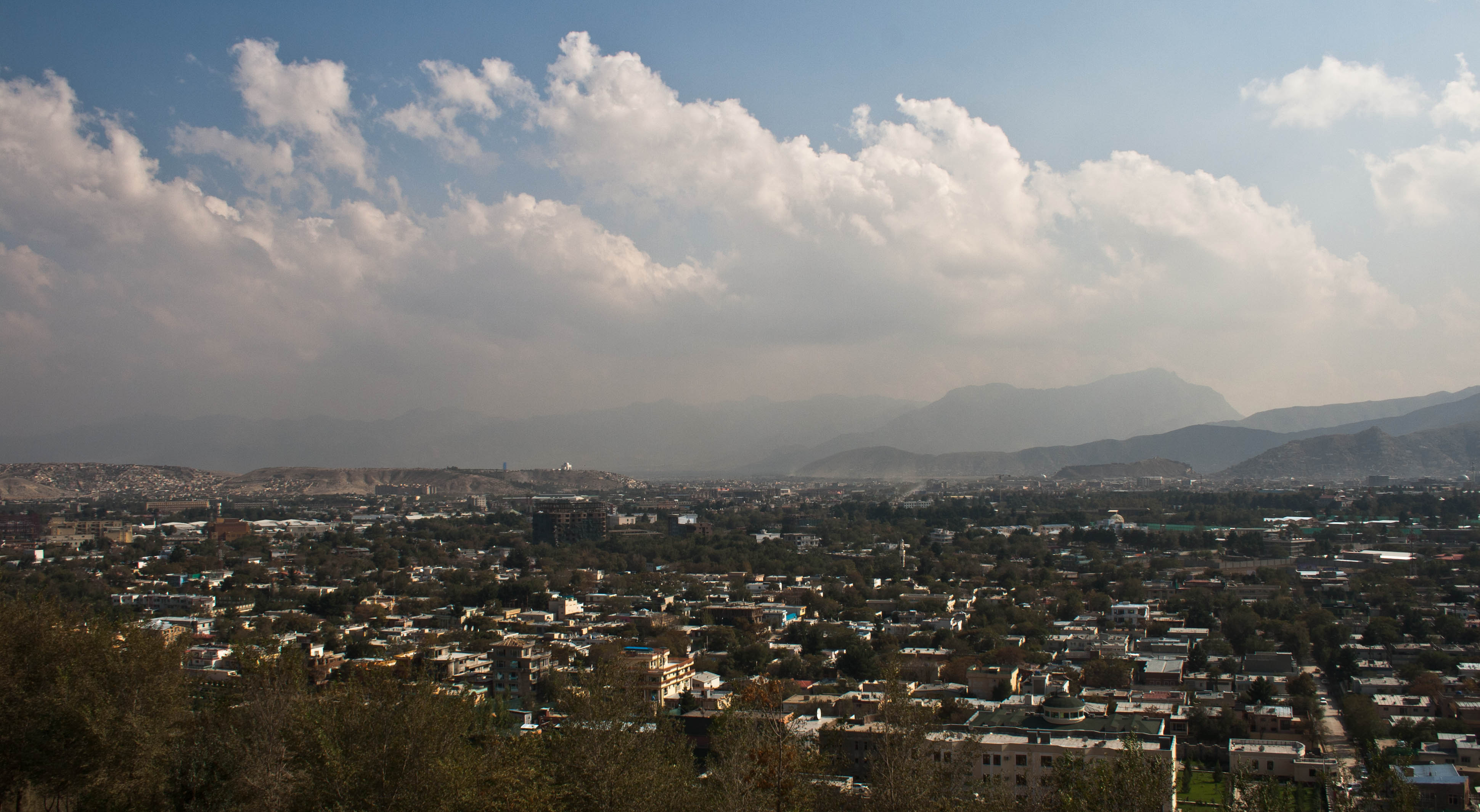
Vista aèria de Kabul, capital i ciutat més gran de l'Afganistan.

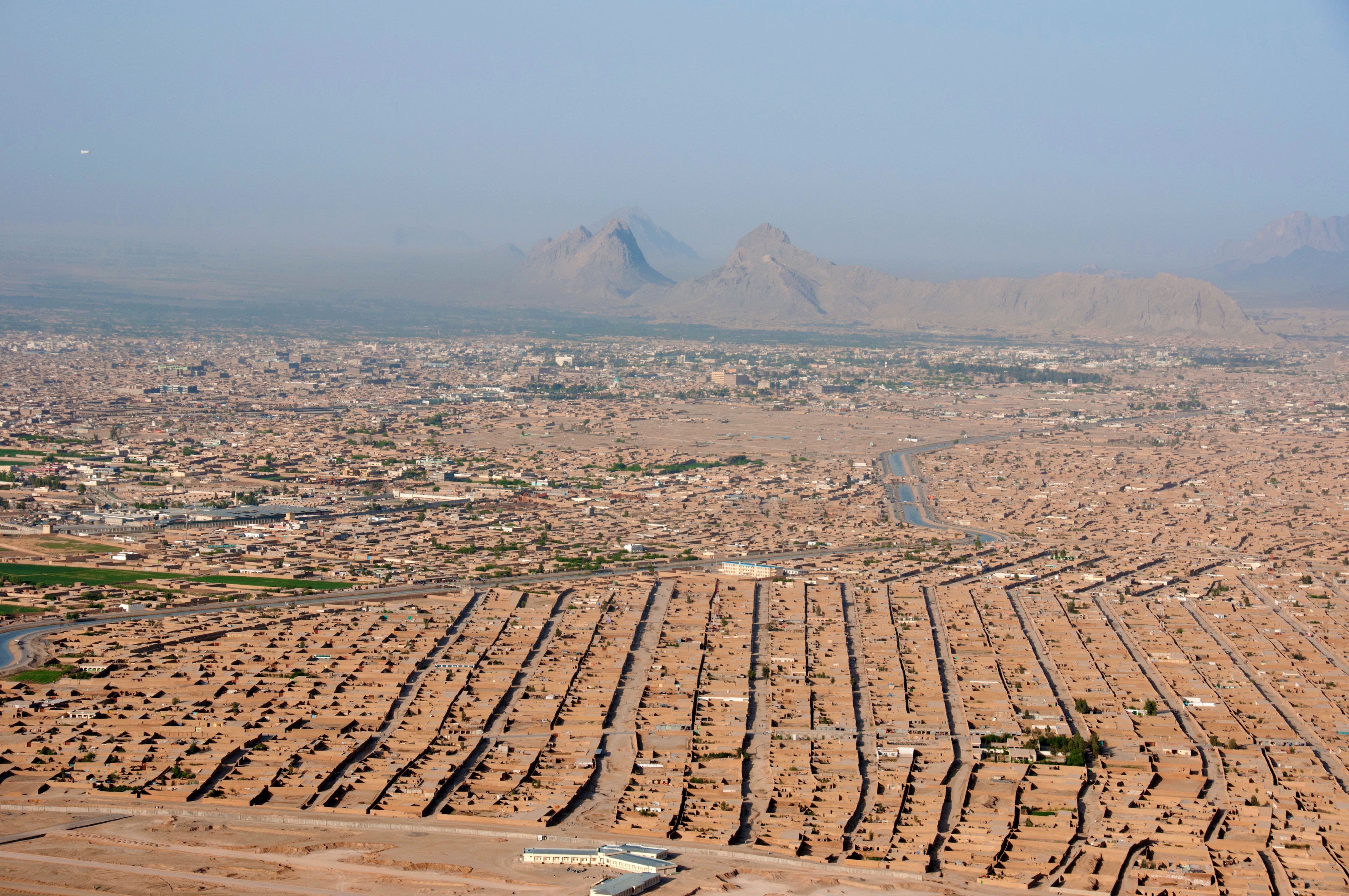
Vista aèria de Kandahar, la segona ciutat més gran de l'Afganistan.

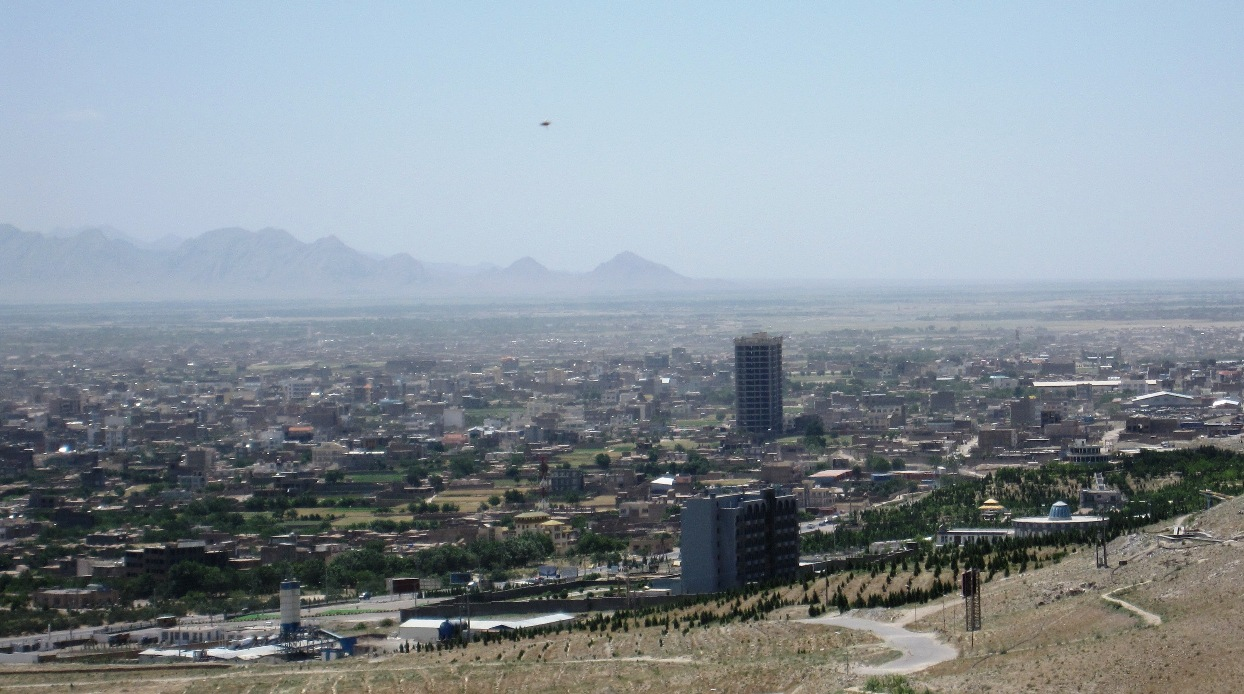
Vista aèria de Herat, la tercera ciutat més gran de l'Afganistan.

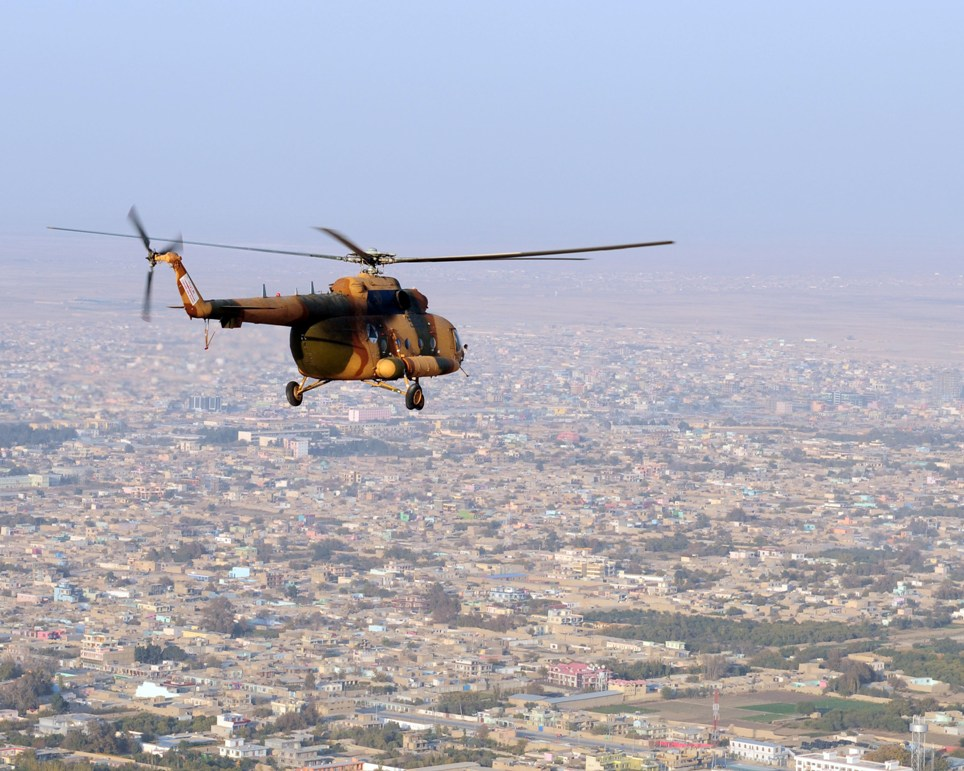
Vista aèria de Mazar-i-Sharif, la quarta ciutat més gran de l'Afganistan.

La llista de ciutats de l'Afganistan està encapçalada per la capital del país, Kabul, que té més de quatre milions i mig d'habitants. La resta són molt més petites, i en cap cas no arriben al milió d'habitants. Un recompte oficial recent ha estimat la població total de l'Afganistan en 33,5 milions. Uns 8 milions, aproximadament, es considera que viuen a les àrees urbanes, i la resta a les àrees rurals.
A la llista següent s'han ordenat de major a menor les vint ciutats afganeses de més de cent mil habitants:
| Ciutat         | Província | Població (darrera estimació) |
| -------------- | --------- | ---------------------------- |
| Kabul          | Kabul     | 4.601.789                    |
| Kandahar       | Kandahar  | 651.484                      |
| Herat          | Herat     | 592.902                      |
| Mazar-e Sharif | Balkh     | 500.207                      |
| Kunduz         | Kunduz    | 374.746                      |
| Jalalabad      | Nangarhar | 280.685                      |
| Talukan        | Takhar    | 263.800                      |
| Puli Khumri    | Baghlan   | 247.923                      |
| Charikar       | Parwan    | 206.180                      |
| Lashkargah     | Helmand   | 198.463                      |
| Sheberghan     | Jowzjan   | 196.712                      |
| Ghazni         | Ghazni    | 190.424                      |
| Sar-e Pol      | Sar-e Pol | 180.318                      |
| Khost          | Khost     | 158.921                      |
| Mehtar Lam     | Laghman   | 149.330                      |
| Chaghcharan    | Ghor      | 134.906                      |
| Farah          | Farah     | 130.567                      |
| Pol-e Alam     | Logar     | 121.935                      |
| Samangan/Aybak | Samangan  | 120.833                      |
| Tarin Kowt     | Oruzgan   | 118.443                      |